# شهرستان اسمولنسکی (سرزمین آلتای)
شهرستان اسمولنسکی (به لاتین: Smolensky District) یک منطقهٔ مسکونی در روسیه است که در سرزمین آلتای واقع شده‌است.